# Gymnasium Astgasse
Das Bundesgymnasium und Bundesrealgymnasium Astgasse - Goethegymnasium in Wien befindet sich in der Astgasse 3 im 14. Wiener Gemeindebezirk Penzing.
Die Schule zeichnet sich als Bundesrealgymnasium mit sportlichem Schwerpunkt aus. 

## Geschichte
Die Schule geht zurück auf eine 1902 in der Diesterweggasse (Alt-Penzing) gegründete technisch-gewerbliche Privatschule mit 64 Schülern und 6 Lehrern. 1906 wurde diese Lehranstalt verstaatlicht und als k.k. Staats-Schule bezeichnet. 1912 bezog diese den Neubau in der Astgasse. Nach dem Ende der Monarchie 1918 wurde die Schule zunächst als Staats-Realschule, ab 1920 als Goethe-Realschule bezeichnet.
Infolge des Schulorganisationsgesetzes wurde die Realschule 1962/1963 zu einer Allgemeinbildenden Höheren Schule und trägt seitdem als solches den Namen Bundesgymnasium und Bundesrealgymnasium Astgasse. 1990 entschied sich die Schulgemeinschaft für die Einführung des Zusatz-Namens Goethe-Gymnasium.

## Entwicklung von Bauwerk und Anlage
Das ursprüngliche Schulgebäude mit doppelt t-förmigen Grundriss wurde für 600 Schüler geplant. Es wurde in den Jahren 1911/1912 nahe des seit 1895 kanalisierten Wienflusses in der neu angelegten Astgasse errichtet und liegt seitdem in fußläufiger Entfernung zur heutigen U-Bahn-Station Unter St. Veit (U4) in der Katastralgemeinde Unterbaumgarten.
Der freistehende dreigeschoßige Schulbau über einem doppelt T-förmigen Grundriss zeigt eine Hauptfront mit Risalitgliederung, das historistische Portal mit außenliegendem Treppenaufgang wurde 1999 entfernt. Im Foyer und Stiegenhaus befinden sich Gedenktafeln an die Grundsteinlegung und den Lehrkörper und während der NS-Zeit vertriebenen jüdischen .
Bereits im Ersten Weltkrieg wurde das Gebäude als Heeresspital mit 250 Betten zweckentfremdet. 1927 errichtete man ein Hallenschwimmbecken (Erneuerung 1951/52).
Im Zweiten Weltkrieg wurden Teile der Schulanlage als Depot benutzt, der Turnsaal wurde bei einem der Luftangriffe auf Wien 1944/45 aufgrund der Nähe zur strategisch wichtigen Westbahnstrecke durch Bomben zerstört.
Das Außenareal der Schule wurden im 20. Jahrhundert schrittweise vergrößert: 1931 um das nordöstliche Eckgrundstück Astgasse/Cumberlandgasse, 1935 um den Zentralbereich und das nordwestliche Eckgrundstück Cumberlandstraße/Kaltenbäckgasse für einen Rasensportplatz, 1959 das Grundstück Kaltenbäckgasse 4 (westlich des Schulgebäudes) für einen Hartplatz.
Das Hauptgebäude wurde durch Anbauten in den Jahren 1959, 1968 (Kreativtrakt als Stelzenbauwerk), 1977 („neuer“ Turnsaal) und 1998 (doppelstöckiger Turnsaaltrakt nach Abbruch des „neuen Turnsaals“) nach Westen und Norden erweitert. In den Jahren 1961/1962 erfolgte die Generalsanierung. 1988 wurde das Schwimmbad geschlossen und zum Gymnastikraum umgestaltet. 1999 wurde der Haupteingang als Glasportal umgestaltet und 2004 die Fassade zur Astgasse saniert. 
Am 8. Juni 2005 wurde im Foyer eine Gedenktafel für jene 40 Schüler und 5 Realschulprofessoren enthüllt, welche 1938 nach der Machtübernahme durch die Nationalsozialisten in Österreich aufgrund der Rassengesetze von der Goethe-Realschule suspendiert worden. Die Tafel basiert auf einem ZeitzeugInnen-Projekt, das vom Nationalfonds der Republik Österreich für Opfer des Nationalsozialismus gefördert wurde.
2010 erfolgte die Fertigstellung des Bibliothekstrakts, 2012 wurde der Innenhof, 2016 der Nordhof neu gestaltet.

## Bekannte Personen der Schule

### Lehrkörper
Als Lehrer engagiert waren unter anderem:
- Paul Amann (Schriftsteller und Übersetzer) (* 1884; † 1958), Deutsch und Französisch, 1922–1938, siehe Paul-Amann-Brücke
- Oskar Benda (Germanist) (* 1886; † 1954), Deutsch und Englisch, 1913–1924
- Franz Xaver Meyer (Dirigent) (* 1933; † 2017), Musik und Deutsch, Gründer des Schulchores „Wiener Goethekantorei“, bis 1994

1938 vertriebene Lehrer: Paul Amann, Peter Artner, Heinrich Fries, Egon Lewin, Rudolf Rosenkranz

### Bekannte Schülerinnen und Schüler des BRG
- Wolfgang Ambros (* 1952), Liedermacher und Rock-/Popsänger.
- Gerald Heidegger (* 1969), Journalist
- Andreas Schieder (* 1969), Politiker und MdEP

### Schüler der Realschule XIV
- Ernest Rudel (* 1948), Meteorologe und Klimatologe.
- Erich Sokol (1933–2003), Illustrator und Karikaturist.